# Escut de Vidrà
L'escut oficial de Vidrà té el següent blasonament:
Escut caironat truncat: 1r de sinople, un ram de faig d'argent; 2n d'argent, una àguila de sable amb les ales esteses i abaixades acompanyada d'una pinya de sinople a cada costat. Per timbre, una corona mural de poble.

## Història
Va ser aprovat el 25 d'octubre de 1984.
La branca de faig representa l'arbre característic del municipi, cobert d'una gran extensió de boscos. A la segona partició hi ha l'àguila de Sant Joan apòstol, en al·lusió al monestir de Sant Joan de les Abadesses, que foren els senyors del poble, i les pinyes provenen de les armes parlants dels Pinós, barons de Milany, els quals tenien la jurisdicció directa sobre Vidrà.